# Слепой крот
Слепой крот  (лат. Talpa caeca) — вид обыкновенных кротов из семейства кротовых отряда Насекомоядные (Eulipotyphla). Встречается в южной Европе, где обитает в двух пространственно изолированных областях: с одной стороны в юго-западной части Альп и в Апеннинах, с другой стороны на западе Балканского полуострова. Внешне слепой крот напоминает европейского крота. Однако он значительно меньше своего более известного родственника, а его глаза остаются скрытыми под кожей, что является характерной особенностью этого вида. Животные обитают в основном в горных районах. Там они используют в качестве местообитаний различные леса и луговые ландшафты, расположенные на песчаных или суглинистых почвах. Они роют норы и туннели и питаются в основном дождевыми червями. Этот вид был научно введен ещё в 1822 году. В дальнейшем ходе изучения в этот вид нередко включали и других представителей рода кротов  Евразии. Этот вид не считается находящимся под угрозой исчезновения.

## Описание

### Внешний вид
Слепой крот является одним из мелких представителей обыкновенных кротов и существенно меньше широко распространённого европейского крота (Talpa europaea) и других видов, некоторые из которых также симпатричны со слепым, такие как крупнозубый крот (Talpa romana) и крот Станковича (Talpa stankovici). Длина тела составляет от 10,3 до 12,4 см, длина хвоста от 2,6 до 4,3 см и длина стопы от 1,6 до 1,8 см. Животные весят от 38 до 67 г. Самцы значительно крупнее самок, разница составляет от 13 до 25%, но меняется от популяции к популяции. Существуют также значительные географические различия в размерах. В целом слепой крот на Балканском полуострове меньше, чем в других частях его ареала, в том числе там, где он обитает при непосредственной симпатрии с европейским или крупнозубым кротам. Внешне слепой крот напоминает других евразийских кротов. Для него характерно цилиндрическое и крепко сложенное тело, голова сидит на короткой шее, а передние лапы имеют форму лопаты и развернуты наружу. Шерсть черного цвета с шелковистым блеском. В отличие от европейского крота, глаза  рудиментарные, скрыты под тонкой просвечивающей сросшейся кожей. Мочка носа небольшая, примерно от 3,3 до 6,6 мм в ширину и от 4,2 до 8,2 мм в ширину.

### Характеристики черепа и зубов
Длина черепа от 27,1 до 31,7 мм, ширина у черепа от 13,5 до 15,3 мм, высота от 7,4 до 9,3 мм. В целом череп небольшой и изящный. Рострум длиннее и уже, чем у других видов симпатрических кротов. На уровне клыках он  шириной от 3,4 до 4,1 мм, на уровне моляров от 7,1 до 9,1 мм. Первое значение соответствует от 12 до 14% длины черепа, второе — от 26 до 30%. Другое отличие касается положения Заглазничное отверстие, задний край которого расположен у слепого крота над вторым и третьим молярами. Всего у этого видая 44 зуба, таким образом зубная формула выглядит так: {\displaystyle {\frac {3.1.4.3}{3.1.4.3}}}. Передний верхний резец сравнительно большой и занимает половину длины ряда всех резцов. Первый моляр верхней челюсти имеет двухконечный мезостиль, небольшой бугорок между двумя основными бугорками на губе (параконусом и метаконусом). Это сближает слепого крота с крупнозубым, но отличает от обыкновенного крота. В отличие от крупнозубого крота и, соответственно, крота Станковича oligodontia у слепого крота фактически не задокументирована. Длина верхнего зубного ряда  10,3–12,3 мм.

### Генетические особенности
В отличие от большинства других евразийских кротов в Европе, слепой крот имеет диплоидный хромосомный набор из 2n = 36. Это следствие появления дополнительной пары маленьких хромосом. Кроме того, существуют индивидуальные вариации кариотипа внутри популяций. У животных Апеннинского полуострова и Альп число хромосомных плеч (фундаментальное число) в  составляет 70 и 68 в аутосомах соответственно. Напротив, соответствующее количество хромосом или аутосомных плеч у животных с Балканского полуострова ниже — 68 и 66. Х-хромосома мета- или субметацентрическая, Y-хромосома точечная.

## Распространение и места обитания
Слепой крот встречается в двух отдельных областях распространения в южной части и юго-восточной Европе. Первый включает юго-западную часть Альп с частями Швейцарии и юго-восток Франции и Апеннины до южной оконечности Италии. Второй изолирован от него и находится на западе Балканского полуострова и охватывает примерно пространство между рекой Неретва в Боснии-Герцеговине, и идёт на юг до Албании и на запад через Северную Македонию  до Коринфского залива в Греции. Сообщалось также об отдельных находках в окрестностях Дубровника в Хорватии.
Вид населяет лиственные леса, луга и пастбища, высотное распространение колеблется от уровня моря в Далмации до примерно 2200 м, иногда до 2500 м над уровнем моря. Предпочтаемый этим видом грунт состоит из богатых песчаных, суглинистых или супесчаных почв, на которых может находиться толстый слой опавшей листвы до 20 см на некоторых участках. Слепой крот, напротив, избегает сухую и твердую почву. В более влажных ландшафтах его можно найти в местах, поросших тростником и ситником или в густых лесах с зарослями из тополя белого, ивы, ольхи и ясеня манного. Горные районы, где обитает данный вид, таких как массивы Орсомарсо (рядом с одноименной коммуной Орсомарсо) и Сила на юге Италии, характеризуются растительными сообществами, состоящими из каштанов, дубов, буков, пихт, пиний и елей. Некоторых особей также наблюдали в густом подлеске, состоящем из можжевельника,  лещины и еживики (Rubus). В карстовых районах Балканского полуострова встречи вида ограничены участками с глубокими грунтами, так как они обычно образуются в карстовых воронках. На обширных территориях слепой крот живет симпатрически с  обыкновенным кротом,  крупнозубым кротом и  кротом Станковича, но редко встречается вместе в одних и тех же биотопах. Скорее всего, если присутствуют другие виды кротов, слепой крот занимает только периферию своей потенциальной экологической ниши, например, в Италии, где слепой крот обитает лишь в высокогорных районах и, таким образом, приспособлен к прохладным климатическим условиям. Как правило, слепой крот встречается реже других более крупных видов кротов. Однако его численность сильно зависит от конкретных экологических условий. Например, в горных районах северные и восточные склоны часто более плотно  заселены, чем южные склоны

## Образ жизни

### Территориальное поведение
Образ жизни слепого крота мало изучен, но, вероятно, он во многом похож на образ жизни европейского крота. Время активности распределяется на несколько фаз дня. В горах на юге Италии повышенная активность наблюдалась с 12:00 до 18:00, иногда также с 6:00 до 12:00, тогда как в часы до и после полуночи она значительно снизилась. Температура окружающей среды, вероятно, оказывает значительное влияние на активность слепых кротов.
Животные передвигаются под землёй и редко выходят на поверхность. Туннели и коридоры, которые они создают, имеют диаметр от 4,0 до 4,5 см и обычно проходят на глубине от 10 до 20 см. Они также могут лежать на глубине от 25 до 35 см в рыхлой почве. Входы часто обозначаются выбросами грунта (кротовинами). Они меньше, чем у европейского крота - слепой крот обычно выталкивает из норы от 1,0 до 3,5 кг почвы, в среднем 1,9 кг. Кротовины имеют высоту около 10 см и диаметр от 15 до 20 см. Что касается социальной структуры, то здесь нет четких утверждений. Некоторые наблюдения предполагают одиночное и территориальное поведение. В других случаях в туннелях находили до шести особей обоего пола и разного возраста. Иногда также сообщается о появлении разных видов в одних и тех же туннелях.

### Питание и размножение
Как и у других евразийских кротов, основной рацион слепого крота состоит из дождевых червей. Таким образом, его активность и встречаемость определяются частотой и возможностями добычи червей. Весной начинается репродуктивная фаза. В мае была обнаружена одиночная кормящая самка

### Хищники и паразиты
Одним из наиболее важных врагов слепого крота является сипуха, чьи погадки часто содержат останки этого крота. Среди паразитов этого вида подтверждено поражение гельминтами, особенно с нематодами, в том числе доказано паразитирование  Capillaria и Tricholinstowia. Встречаются также различные ленточные черви и сосальщики.
Слепой крот — обычный, не охраняемый вид.

## Комментарии
1. ↑  В. Е. Соколов в "Пятиязычном словаре названий животных. Млекопитающие" приводит название этого вида малый крот[1]. Это связано с тем, что в 1960-е - 1970-е годы ряд авторов относили кавказского малого крота к подвидам этого вида, сейчас его рассматривают в рамках вида Talpa levantis. К собственно слепому кроту  (Talpa caeca), обитающему в Средиземноморье (см. карту ареала), это название никогда не принадлежало.